# جولن آمسکتا
جولن آمسکتا (ایتالیایی: Julen Amezqueta؛ زادهٔ ۱۲ اوت ۱۹۹۳) دوچرخه‌سوار اهل اسپانیا است.
از باشگاه‌هایی که در آن رکاب زده‌است می‌توان به ویلیر تریستینا–سله ایتالیا، و ویلیر تریستینا–سله ایتالیا، و کاخا رورال-سگوروس رخا اشاره کرد.